# Friedrich Niepoth
Friedrich Niepoth (* 24. Oktober 1888 in Schlitz; † 26. Juni 1963 ebenda) war ein hessischer Politiker (DVP) und Abgeordneter des Landtags des Volksstaates Hessen in der Weimarer Republik.

## Familie
Friedrich Niepoth war der Sohn des Seifenfabrikanten Wilhelm Niepoth und seiner Frau Karoline Henriette Maria, geborene Weifenbach. Er heiratete am 13. August 1922 in Groß-Gerau Erna geborene Diehl. Friedrich Niepoth war evangelisch. Friedrich Niepoth studierte Rechts- und Staatswissenschaften in München, Kiel und Würzburg und schloss das Studium mit den beiden juristischen Staatsexamen und dem Dr. jur. ab. 1919 wurde er Bürgermeister in Schlitz. Von 1924 bis 1933 gehörte er dem hessischen Landtag an. Als Bürgermeister von Schlitz etablierte er das Schlitzerländer Heimat- und Trachtenfest und den gemeinnützigen Heimstätten-Bauverein. Wegen seiner kritischen Haltung zum Nationalsozialismus wurde er bereits 1933 aus seinem Amt entlassen. Er war später Mitglied der Widerstandsgruppe um „Dr. Hans Sack“, der seit seiner Schlitzer Zeit als Richter ein enger Freund Niepoths war.